# Сигма-адитивність
Сигма-адитивність або зліченна адитивність функції (часто міри) означеної на підмножинах заданої множини — це абстракція того, як інтуїтивні властивості розміру  множини (довжина, площа, об'єм) сумуються коли розглядаємо багато об'єктів. Адитивність (або скінченна адитивність) — слабша умова ніж сигма-адитивність, тобто, сигма-адитивність тягне за собою адитивність.

## Адитивність (або скінченна адитивність) функції на множині
Нехай {\displaystyle \mu } — функція, означена на алгебрі множин {\displaystyle \scriptstyle {\mathcal {A}}} зі значеннями у [−∞, +∞] (див. розширена дійсна пряма). Функція {\displaystyle \mu } називається адитивною (або скінченно-адитивною), якщо для неперетинних множин A і B з {\displaystyle \scriptstyle {\mathcal {A}}} маємо
{\displaystyle \mu (A\cup B)=\mu (A)+\mu (B).\,}
(Як наслідок цього адитивна функція не може набувати ані −∞, ані +∞ як значень, бо вираз ∞ − ∞ невизначений.)°
Використовуючи математичну індукцію можна довести, що адитивна функція задовольняє
{\displaystyle \mu \left(\bigcup _{n=1}^{N}A_{n}\right)=\sum _{n=1}^{N}\mu (A_{n})}
для будь-яких множин {\displaystyle A_{1},A_{2},\dots ,A_{N}} з {\displaystyle \scriptstyle {\mathcal {A}}}, які не перетинаються.

## σ-адитивна функція на множині
Припустимо, що {\displaystyle \scriptstyle {\mathcal {A}}} це σ-алгебра. Якщо для будь-якої послідовності {\displaystyle A_{1},A_{2},\dots ,A_{n},\dots } попарно неперетинних множин з {\displaystyle \scriptstyle {\mathcal {A}}}, виконується
{\displaystyle \mu \left(\bigcup _{n=1}^{\infty }A_{n}\right)=\sum _{n=1}^{\infty }\mu (A_{n})},
кажуть, що μ — зліченно-адитивна (або σ-адитивна). 

Будь-як σ-адитивна функція також адитивна, але не навпаки.

## Приклади
Прикладом σ-адитивної функції може бути функція μ означена на булеані дійсних чисел, так що
{\displaystyle \mu (A)={\begin{cases}1&{\mbox{ якщо }}0\in A\\0&{\mbox{ якщо }}0\notin A.\end{cases}}}
Якщо {\displaystyle A_{1},A_{2},\dots ,A_{n},\dots } це послідовність неперетинних множин дійсних чисел, тоді або жодна з них не містить 0, або лише одна. У будь-якому разі, рівність
{\displaystyle \mu \left(\bigcup _{n=1}^{\infty }A_{n}\right)=\sum _{n=1}^{\infty }\mu (A_{n})}
дотримується.

### Адитивна функція, яка неσ-адитивна
Приклад адитивної функції, яка не σ-адитивна, можна отримати розглянувши μ, означену на множинах дійсних чисел заданих такою формулою
{\displaystyle \mu (A)=\lim _{k\to \infty }{\frac {1}{k}}\cdot \lambda \left(A\cap \left(0,k\right)\right),}
де λ позначає міру Лебега і lim це банахова границя.
Адитивність цієї функції можна перевірити скориставшись лінійністю границі. Те, що ця функція не σ-адитивна випливає з такої послідовності неперетинних множин
{\displaystyle A_{n}=\left[n,n+1\right)}
для n=0, 1, 2, ... Об'єднання цих множин — це додатні дійсні числа, і μ цього об'єднання — одиниця, тоді як μ кожної окремої множини, це нуль, отже, і сума μ(An) також нуль, що дає контрприклад.